# خدمه خرابکار (فیلم ۲۰۲۵)
خدمه خرابکار (انگلیسی: The Wrecking Crew) یک فیلم کمدی اکشن آمریکایی در سبک پلیس رفیق آماده اکران به کارگردانی آنجل مانوئل سوتو و نویسندگی جاناتان تروپر با بازی جیسون موموآ، دیو باتیستا، کلیس بنگ، تمورا موریسون، جیکوب باتالون، فرانکی آدامز، میاوی، استیون روت و مورنا باکارین است.

## داستان
دو برادر ناتنی، یک پلیس آزاد (موموآ) و یک نیروی دریایی منضبط (باتیستا)، باید با هم همکاری کنند تا توطئه‌ای را در پشت قتل پدرشان در هاوایی کشف کنند.

## ساخت
فیلمبرداری در ۵ اکتبر ۲۰۲۴ در هاوایی و نیوزیلند آغاز شد.

## پیوند به‌ بیرون
- خدمه خرابکار در بانک اطلاعات اینترنتی فیلم‌ها (IMDb)